# Otto Glöckel
Otto Glöckel (8. února 1874 Pottendorf – 23. července 1935 Vídeň) byl rakouský pedagog a sociálně demokratický politik německé národnosti, na počátku 20. století poslanec Říšské rady, v meziválečném období poslanec rakouské Národní rady a autor rakouské školské reformy.

## Biografie

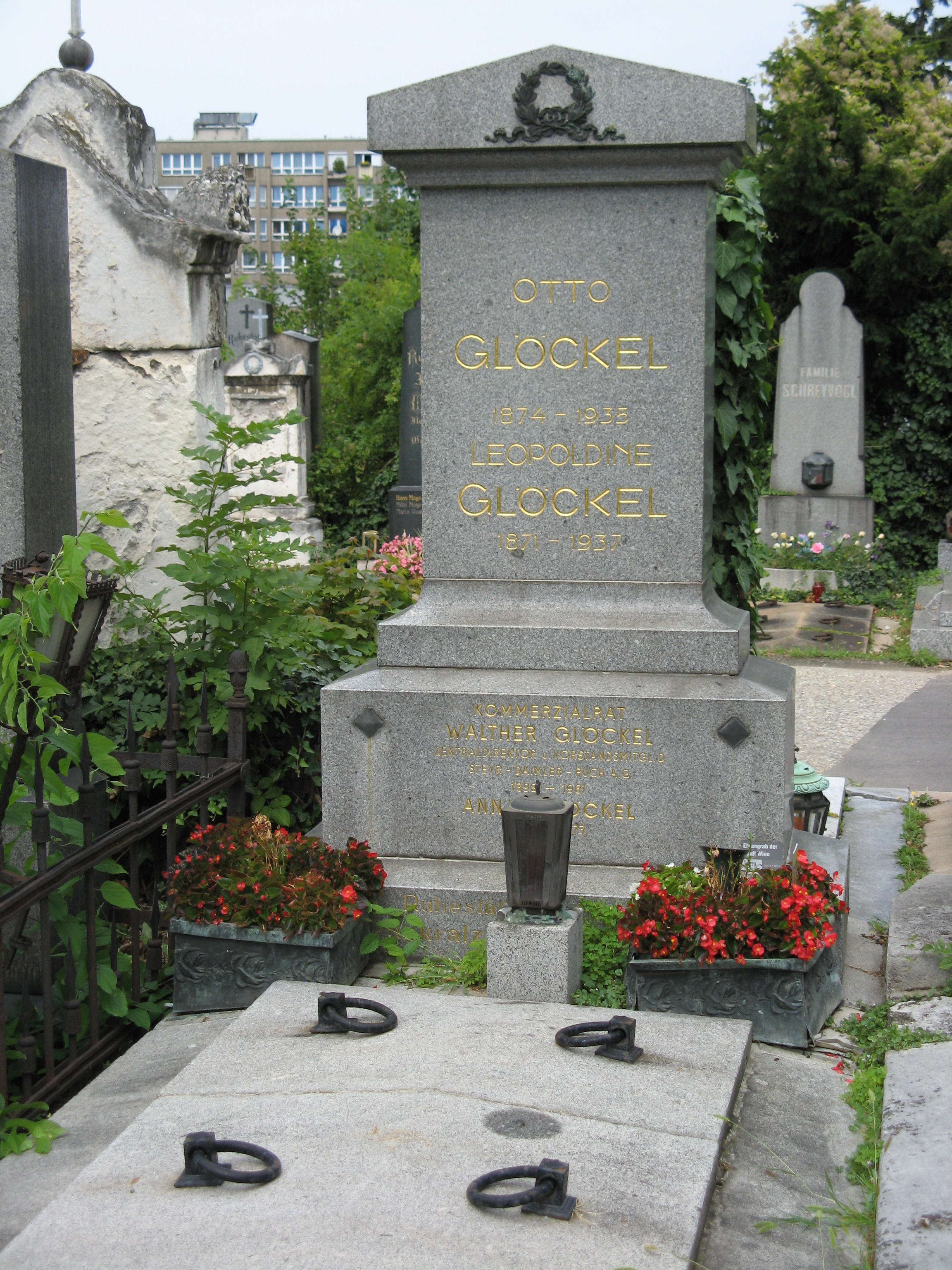
Hrob Otto Glöckela na hřbitově ve Vídni Meidlingu

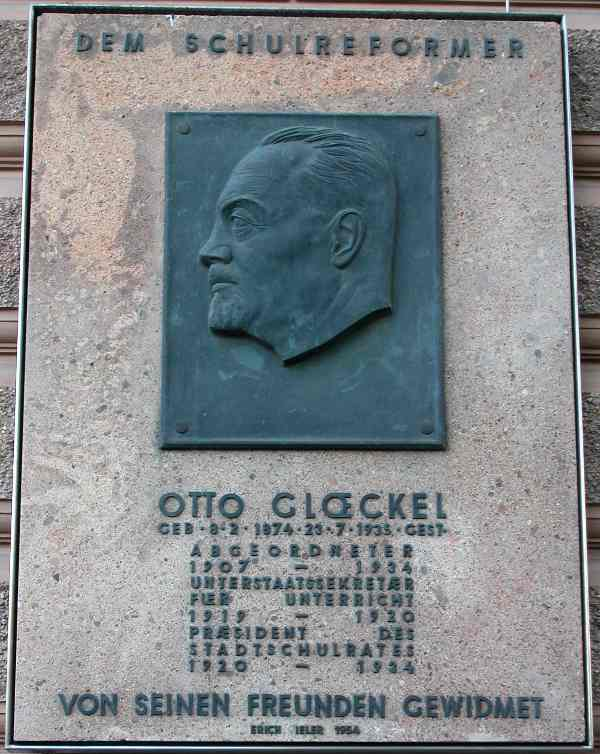
Pamětní deska Otto Glöckela na Palais Epstein v centru Vídně

Pocházel z rodiny učitele. Sám vystudoval v letech 1888–1893 učitelský seminář ve Vídeňském Novém Městě. Působil pak jako učitel na základních školách ve Vídni. Již v roce 1897 byl ale pro své sociálně demokratické názory ze školství propuštěn.
Na počátku století se zapojil do celostátní politiky. Ve volbách do Říšské rady roku 1907, konaných poprvé podle všeobecného a rovného volebního práva, získal mandát v Říšské radě (celostátní zákonodárný sbor) za volební obvod Čechy 89. Usedl do poslanecké frakce Klub německých sociálních demokratů. Za týž obvod obhájil mandát i ve volbách do Říšské rady roku 1911 a ve vídeňském parlamentu setrval až do zániku monarchie.Profesí byl úředníkem.
Po válce zasedal v letech 1918–1919 jako poslanec Provizorního národního shromáždění Německého Rakouska (Provisorische Nationalversammlung), následně od 4. března 1919 do 9. listopadu 1920 jako poslanec Ústavodárného národního shromáždění Rakouska a pak dlouhodobě (od 10. listopadu 1920 do 1. října 1930 a od 2. prosince 1930 do 17. února 1934) jako poslanec rakouské Národní rady, stále za rakouskou sociálně demokratickou stranu.
Zabýval se školskými otázkami a pedagogickou teorií. V roce 1917 publikoval spis Freie Schule. Své myšlenky pak realizoval v meziválečném Rakousku, kdy zastával nejprve vysoké úřednické posty v rakouské vládě (v období od 5. listopadu 1918 do 15. března 1919 podtajemník na ministerstvu vnitra a od 15. března 1919 do 22. října 1920 podtajemník na ministerstvu vnitra a vyučování). Po roce 1920 potom zastával funkci vedoucího vídeňské školní rady. Zasadil se o reformu a standardizaci rakouského školství. Po austrofašistickém převratu roku 1934 byl internován ve Wöllersdorfu. Následkem pronásledování u něj propukla srdeční choroba.
Zemřel ve svém vídeňském bytě v červenci 1935.